# Prangos pabularia
Prangos pabularia là một loài thực vật có hoa trong họ Hoa tán. Loài này được Lindl. miêu tả khoa học đầu tiên.